# 2020년 북대서양 허리케인
2020년 북대서양 허리케인은 2020년 시기 북대서양에서 발생한 여러 열대성 저기압 시즌을 통칭한다. 2020년 현재 열대성 저기압이 총 31개가 발생하였는데 그 중 30개가 열대폭풍으로 이름이 붙여졌으며, 그 중 허리케인으로 발전한 것이 13개이며, 메이저 허리케인이 된 예는 총 6개이다. 열대 폭풍의 발생 횟수는 역사상 최대이다. 또한 1년 동안 북대서양에서의 열대성 저기압의 발생 횟수 기록은 타이의 기록이다.
2020년은 21세기 최고 기록이었던 31개의 열대성 저기압이 발생했던 2005년 북대서양 허리케인과 타이의 기록을 세운 해로, 준비되었던 21개의 열대성 저기압의 이름 목록이 다 떨어져 그리스 문자를 이용한 임시 명명법을 통해 허리케인 이름이 붙여지고 있다. 임시 명명법으로 허리케인 이름이 붙여지는 일은 역시 2005년 이후 15년만이다.

## 설명

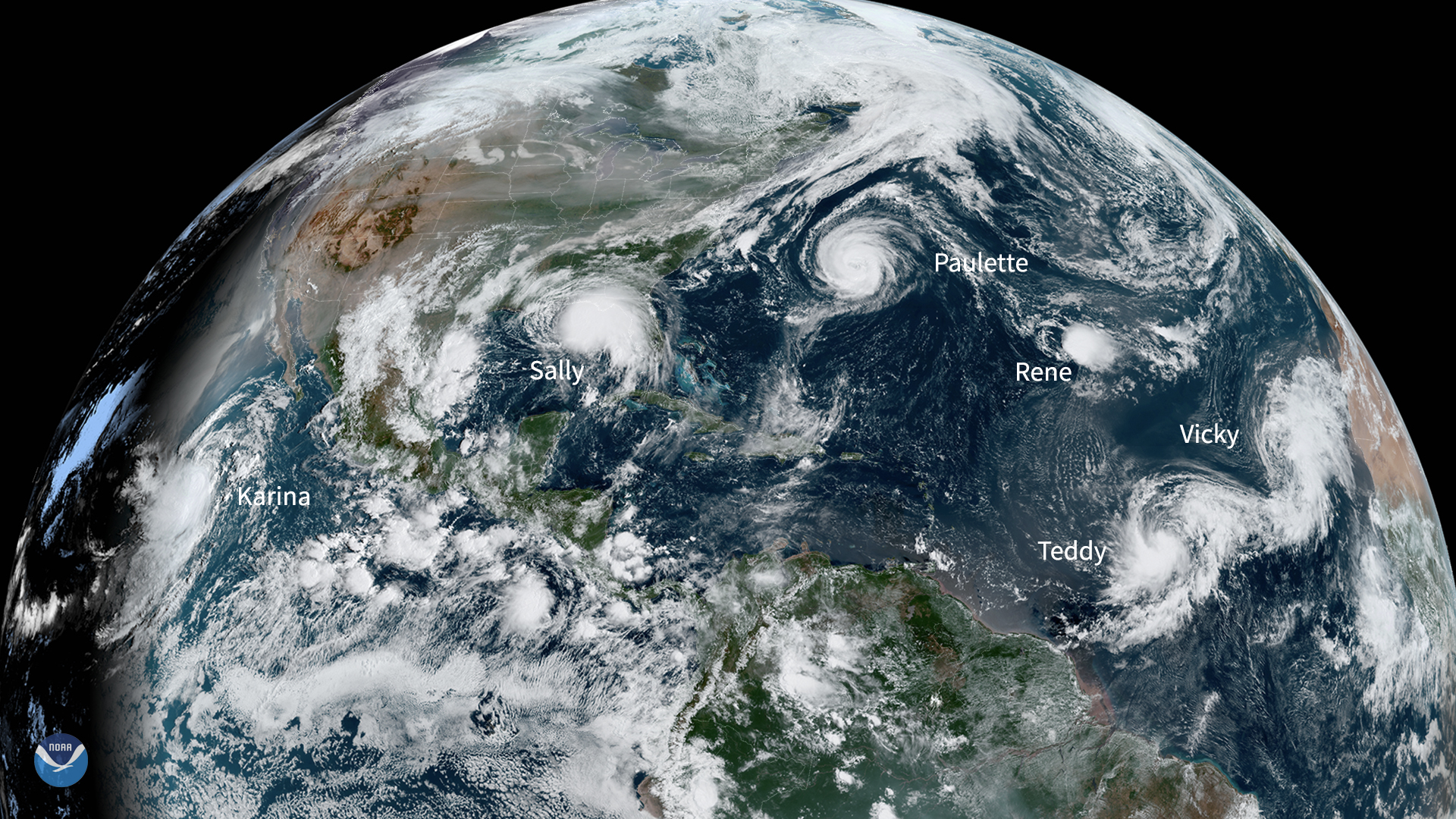
2020년 9월 16일, 북대서양과 동태평양에 활동중인 허리케인 6개를 촬영한 위성 사진. 왼쪽부터 허리케인 카리나 (동태평양), 허리케인 샐리, 허리케인 폴레트, 열대폭풍 르네, 허리케인 테디, 열대폭풍 비키이다.

- 활동 기간은 미국 날짜로 표시한다.

## 발생한 허리케인

### 제1호 열대폭풍 아서
미국 동쪽 고위도에 있던 온대저기압이 열대저기압으로 변질된 후 꾸준히 발달하여 제1호 열대저기압으로 지정됐다. 그로부터 12시간 후 열대폭풍으로 발달했다.

### 제5호 열대폭풍 에드워드
고위도에 있던 열대파동이 저기압을 생성해서 1일 후 열대폭풍으로 발달했다.

### 제14호 허리케인 나나
동태평양 열대폭풍 줄리오의 발생에 기여했다.

## 같이 보기
- 2020년 태풍
- 2020년 동태평양 허리케인
- 2020년 북인도양 사이클론